# Remagen
Remagen è una città di 16 134 abitanti della Renania-Palatinato, in Germania. Appartiene al circondario di Ahrweiler.
Durante la seconda guerra mondiale la cittadina fu teatro di violenti scontri, noti come la battaglia di Remagen, tra le forze americane che cercavano di aprirsi un passaggio per entrare in Germania e le residue forze della Wehrmacht che cercarono di far saltare il ponte di Ludendorff (comunemente conosciuto proprio come Ponte di Remagen), l'ultimo ancora intatto sul Reno, fatto che avrebbe consentito alle colonne americane di attraversare il fiume. Sull'episodio è stato girato il film Il ponte di Remagen.

## Geografia antropica

### Suddivisioni amministrative
Remagen si divide in 8 zone (Stadtteil), corrispondenti all'area urbana e a 7 frazioni:
- Remagen (area urbana)
- Kripp
- Oberwinter
- Oberwinter-Bandorf
- Oberwinter-Rolandseck
- Oedingen
- Rolandswerth
- Unkelbach

## Amministrazione

### Gemellaggi
Remagen è gemellata con:
- Georgsmarienhütte
- Maisons-Laffitte